# Saïdou Rouamba
Saïdou Rouamba (* 29. Juni 1968 in Burkina Faso) ist ein burkinischer Radrennfahrer.
Saïdou Rouamba konnte 1991 die Gesamtwertung der Tour du Faso in seinem Heimatland Burkina Faso für sich entscheiden. Im Jahr 2002 gewann er bei der Tour du Faso eine Etappe. Insgesamt bestritt er dieses Etappenrennen siebzehnmal. 2003 wurde Rouamba nationaler Meister im Straßenrennen. In der Saison 2006 gewann er ein Teilstück bei der Boucle du Coton. In der UCI Africa Tour 2006 belegte er den achten Platz der Jahreswertung und Burkina Faso wurde in der Nationenwertung Zweiter. Dadurch qualifizierten sie sich für die UCI-Straßen-Weltmeisterschaften 2006 in Salzburg, wo Rouamba einer von drei burkinischen Startern war. In der Saison 2007 gewann er erneut eine Etappe bei der Boucle du Coton und sicherte sich so auch den Gesamtsieg.

## Erfolge
1991
- Tour du Faso

2002
- eine Etappe Tour du Faso

2003
- Burkinischer Meister – Straßenrennen

2006
- eine Etappe Boucle du Coton

2007
- Gesamtwertung und eine Etappe Boucle du Coton

2008
- eine Etappe Boucle du Coton